# 喜びにつつまれて
| 専門評論家によるレビュー | 専門評論家によるレビュー |
| レビュー・スコア         | レビュー・スコア         |
| 出典                     | 評価                     |
| ------------------------ | ------------------------ |
| オールミュージック       | [ 1 ]                    |
| Christgau's Record Guide | C                        |
| ローリング・ストーン     | (mixed)                  |

『喜びにつつまれて』（原題：Wrap Around Joy）は、アメリカのシンガー・ソングライターのキャロル・キングによる1974年のアルバム。このアルバムは1974年後半にビルボードのアルバムチャートで1位になり、「ジャズマン」 (Jazzman) （ポップ2位）と「ナイチンゲール」 (Nightingale) （ポップ9位、アダルト・コンテンポラリー1位）の成功したシングルを生み出した。 
アルバムはRIAAによってゴールド認定された。

## トラックリスト
全曲キャロル・キング作曲、 デイブ・パーマー作詞。 
サイド1
1. 「ナイチンゲール - Nightingale」– 3:38
2. 「チェンジ・イン・マインド・チェンジ・オブ・ハート - Change in Mind, Change of Heart」– 4:39
3. 「ジャズマン - Jazzman」– 3:44
4. 「アイル・ゴー・マイン - You Go Your Way, I'll Go Mine」-3:34
5. 「ユア・サムシング・ニュー - You're Something New」– 2:55
6. 「世界は一つに - We Are All in This Together」– 4:03

サイド2
1. 「ラップ・アラウンド・ジョイ - Wrap Around Joy」– 2:59
2. 「ユー・ジェントル・ミー - You Gentle Me」– 3:46
3. 「マイ・ラヴィン・アイズ - My Lovin' Eyes」– 3:08
4. 「スウィート・アドニス - Sweet Adonis」– 3:22
5. 「ア・ナイト・ディス・サイド・オブ・ダイング - A Night This Side of Dying」– 2:59
6. 「いつか良き日が - The Best Is Yet to Come」– 3:30

## パーソネル
- キャロル・キング - ピアノ、ボーカル
- トム・スコット - サックス
- スーザン・ラニー - ベース
- ルイーズ・ゴフィン - バックグラウンド・ヴォーカル
- マイク・アルトシュル - ホーン
- ジョージ・ボハノン - トロンボーン
- マリ・ツムラ - ヴァイオリン
- デニーズ・バフム - ビオラ
- トーマス・バフム - ヴァイオリン
- デビッド・キャンベル - ヴィオラ
- ジーン・コー - ホーン
- モーリス・ディクテロ - ヴァイオリン
- リチャード・フェーブス - ベース
- チャック・フィンドリー - トランペット
- フレデリック・セイコラ - チェロ
- シェリー・ゴフィン - バックグラウンド・ヴォーカル
- アビゲイル・ヘイネス - バックグラウンドボーカル
- ジム・ホーン - サックス
- ディック・ハイド - トロンボーン
- ダニー・コーチマー - ギター、ボーカル
- チャールズ・ラーキー - ベース
- ゴードン・マロン・ストリングス - ヴァイオリン
- ダン・ニューフェルド - ヴィオラ
- アンディ・ニューマーク - ドラムス
- ディーン・パークス - ギター
- ポール・ポリビニック - ヴィオラ
- ジェイ・ローゼン - ヴァイオリン
- シェルドン・サノフ - ヴァイオリン
- ヘイム・シュトルーム - バイオリン
- ジェフ・ソロー - チェロ
- リヤ・スターン - ヴァイオリン
- ポリー・スウィーニー - ヴァイオリン
- アーニー・ワッツ - ホーン
- リチャード・カウフマン - ヴァイオリン
- ニーナ・デベリッチ - チェロ
- ボビー・デュボウ - ヴァイオリン
- ゴットフリード・ホーヘフェーン - チェロ
- ダン・ニューフェルド - ヴィオラ
- フレッド・ジャクソン・ジュニア - ホーン

## チャート
| チャート(1974)              | 順位 |
| --------------------------- | ---- |
| カナダRPMアルバム・チャート | 1    |
| オリコンLPチャート          | 7    |
| 米国ビルボード・トップLP    | 1    |

| チャート(1975)  | 順位 |
| --------------- | ---- |
| 米国 ビルボード | 73   |

## 認証
| 国/地域               | 認定 |
| --------------------- | ---- |
| アメリカ合衆国 (RIAA) | Gold |